# Seleção Uruguaia de Voleibol Masculino
A seleção uruguaia de voleibol masculino é uma equipe sul-americana composta pelos melhores jogadores de voleibol do Uruguai. A equipe é mantida pela Federação Uruguaia de Voleibol (em língua castelhana, Federación Uruguaya de Voleibol). Encontra-se na 53ª posição do ranking mundial da FIVB segundo dados de 22 de julho de 2013.